# Finska mästerskapet i bandy 1957
Finska mästerskapet i bandy 1957 avgjordes genom en enda serie. Lappeenrannan Veiterä vann mästerskapet.

## Mästerskapsserien

### Slutställning
| Lag                         | Spelade | Vinster | Oavgjorda | Förluster | Målskillnad | Poäng |
| --------------------------- | ------- | ------- | --------- | --------- | ----------- | ----- |
| Lappeenrannan Veiterä       | 9       | 8       | 1         | 0         | 58-12       | 17    |
| OPS                         | 9       | 8       | 0         | 1         | 64-20       | 16    |
| Käpylän Urheilu-Veikot      | 9       | 6       | 1         | 2         | 50-23       | 13    |
| Veitsiluodon Vastus         | 9       | 4       | 2         | 3         | 30-42       | 10    |
| IFK Vasa                    | 9       | 4       | 0         | 5         | 32–39       | 8     |
| Warkauden Pallo -35         | 9       | 3       | 1         | 5         | 24–34       | 7     |
| VPS                         | 9       | 3       | 1         | 5         | 23-40       | 7     |
| OLS                         | 9       | 2       | 2         | 5         | 32-32       | 6     |
| HJK                         | 9       | 1       | 2         | 6         | 13–44       | 4     |
| Lappeenrannan Pallo-Toverit | 9       | 0       | 2         | 7         | 17–57       | 2     |

### Matcher
| Lag                         | LV  | OPS | KUV  | VV  | VIFK | WP35 | VPS | OLS | HJK  | LrPT |
| --------------------------- | --- | --- | ---- | --- | ---- | ---- | --- | --- | ---- | ---- |
| Lappeenrannan Veiterä       |     | 4-2 | 7-0  | 7-1 | 7-1  |      |     |     |      | 11-3 |
| OPS                         |     |     |      |     |      | 10-3 | 6-2 | 8-2 | 10-0 | 10-1 |
| Käpylän Urheilu-Veikot      |     | 4-6 |      | 9-1 |      |      | 9-0 | 5-2 |      |      |
| Veitsiluodon Vastus         |     | 2-8 |      |     | 6-4  |      | 4-3 |     | 6-2  | 5-4  |
| IFK Vasa                    |     | 2-4 | 3-10 |     |      | 5-0  | 5-3 |     |      | 4-2  |
| Warkauden Pallo -35         | 2-5 |     | 0-3  | 3-3 |      |      |     | 3-2 |      |      |
| VPS                         | 0-7 |     |      |     |      | 2-1  |     | 5-3 | 7-2  |      |
| OLS                         | 2-2 |     |      | 2-2 | 5-6  |      |     |     |      | 11-0 |
| HJK                         | 1-8 |     | 2-2  |     | 3-2  | 1-6  |     | 1-3 |      |      |
| Lappeenrannan Pallo-Toverit |     |     | 2-8  |     |      | 3-6  | 1-1 |     | 1-1  |      |

Nykomlingar från Finlandsserien blev Oulun Tarmo och Mikkelin Palloilijat medan HJK och Lappeenrannan Pallo-Toverien åkte ur.

## Finska mästarna
Veiterä: Antti Paloheimo, Jonni Pajukari, Erkki Partanen, Jouko Taskinen, Veikko Partanen, Risto Ovaska, Aarne Airaksinen, Arvo Raitavuo, Pentti Immonen, Matti Serenius och Hannu Airaksinen.